# Kristers Aparjods
Kristers Aparjods (* 24. Februar 1998 in Sigulda) ist ein lettischer Rennrodler. Bei den Olympischen Jugend-Winterspielen 2016 gewann er die Goldmedaille im Einsitzer. Seine ältere Schwester Kendija Aparjode ist ebenfalls als Rennrodlerin aktiv.

## Biografie
Der aus der lettischen Rodel-Hochburg Sigulda stammende Kristers Aparjods ist der Sohn der früheren Olympiateilnehmerin Aiva Aparjode.
Aparjods wurde 2015 in Lillehammer Juniorenweltmeister im Staffelrennen. Ein Jahr später gewann er bei den Juniorenweltmeisterschaften in Winterberg die Silbermedaille im Einsitzer. Bei den Olympischen Jugendspielen in Lillehammer sicherte er sich mit einem Vorsprung von über 0,6 Sekunden auf den Zweiten die Goldmedaille. 2017 wurde Aparjods auf seiner Heimbahn in Sigulda vor Nico Gleirscher und Max Langenhan auch im Einzel Juniorenweltmeister.
Im November 2017 bestritt er auf dem Olympia Eiskanal Igls sein erstes Staffelrennen im Weltcup. Bei seinem Einzeldebüt am folgenden Tag belegte er Rang sieben. Bei den Olympischen Spielen von Pyeongchang wurde er Elfter im Einsitzer und Sechster mit der Staffel. Gemeinsam mit Schwester Kendija und den Doppelsitzern Gudramovičs/Kalniņš feierte er im Januar 2019 seinen ersten Staffel-Weltcupsieg. Bei den Weltmeisterschaften in Winterberg gewann er U23-Silber, im Sprint wurde er Fünfter und im Einsitzer Zwölfter. Sein erster Weltcup-Podestplatz gelang ihm im Rahmen der Europameisterschaften in Oberhof, wo er hinter den Russen Pawlitschenko und Repilow Rang drei belegte. Bei den Weltmeisterschaften 2020 in Sotschi wurde er erneut U23-Vizeweltmeister und gewann erstmals auch mit der Teamstaffel (diesmal mit seiner Schwester und dem Doppel Šics/Šics) eine WM-Silbermedaille. Den Weltcup schloss er erstmals unter den besten zehn Rennrodlern des Winters ab.
Nachdem er zu Beginn der Saison 2020/21 nur einige wenige Rennen bestritten hatte, kehrte Aparjods im folgenden November mit einem Nationencup-Sieg auf der Olympiabahn von Yangqing zurück. Anfang Dezember gelang ihm in Sotschi der erste Einzel-Weltcupsieg seiner Karriere. Einen Monat später setzte er sich mit Saisonsieg Nummer zwei auch in Sigulda gegen die Konkurrenz durch.

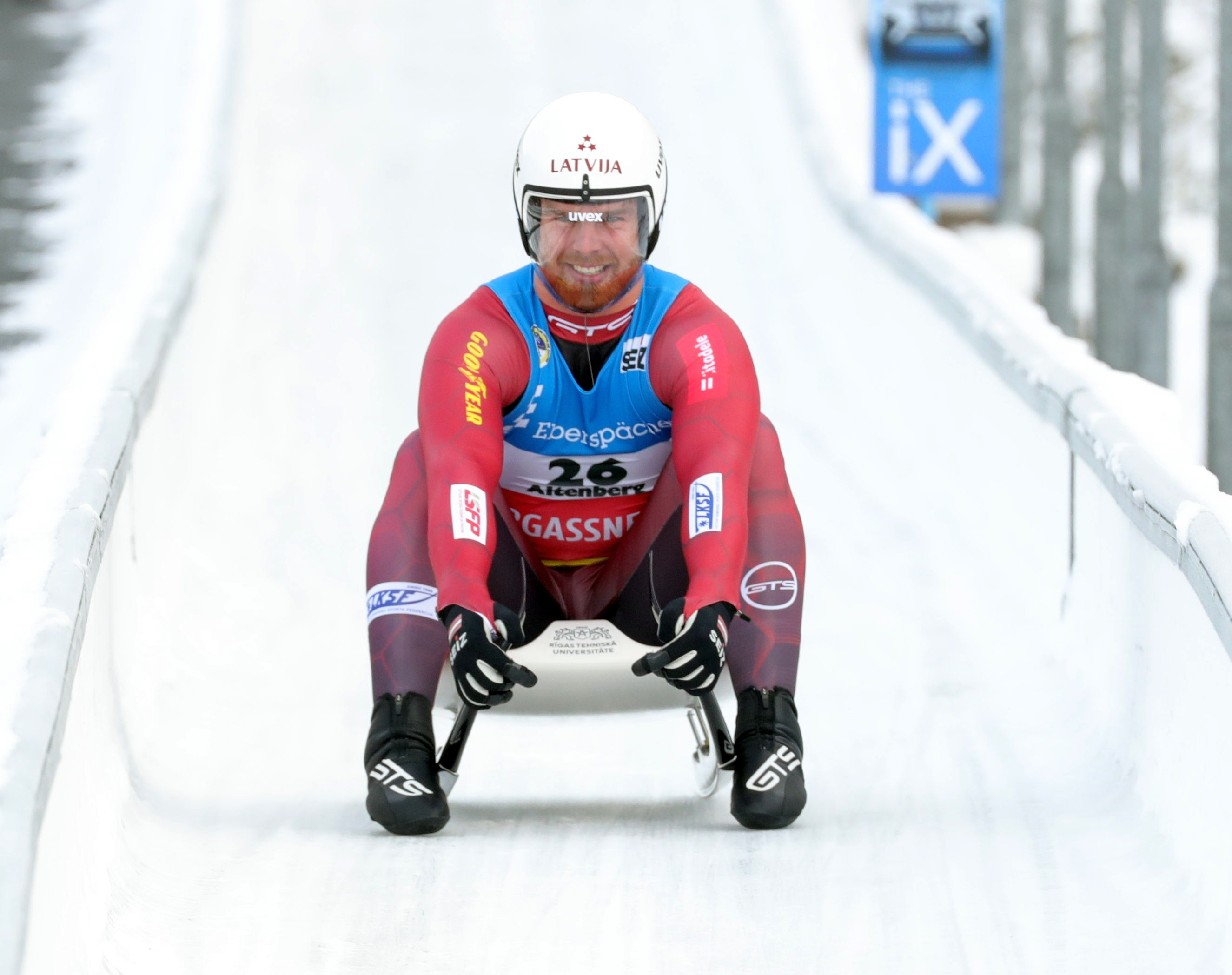
Aparjods in Altenberg (2021)

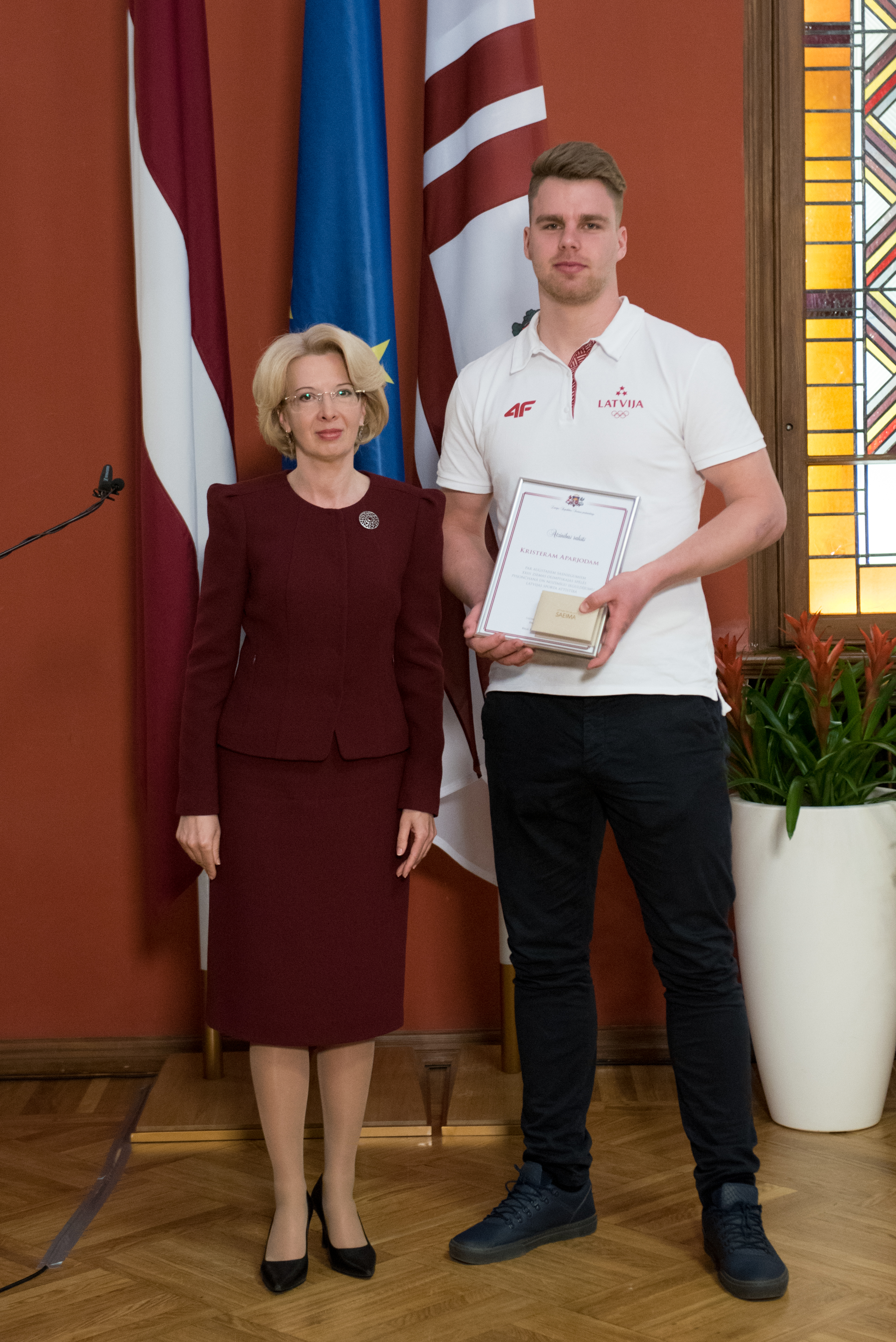
Aparjods mit der lettischen Parlamentspräsidentin Ināra Mūrniece (2018)

## Erfolge

### Olympische Spiele
- Pyeongchang 2018: 6. Staffel, 11. Einsitzer
- Peking 2022:  mit der Staffel, 5. Einsitzer

### Weltmeisterschaften
- Winterberg 2019:  im Einsitzer (U23), 5. Sprint, 12. Einsitzer
- Sotschi 2020:  mit der Staffel,  im Einsitzer (U23), 5. Einsitzer, 7. Sprint
- Oberhof 2023:  mit der Staffel, 5. Einsitzer, 5. Sprint
- Oberhof 2024:  mit der Staffel,  im Sprint

### Europameisterschaften
- Sigulda 2018: 8. Einsitzer
- Oberhof 2019:  im Einsitzer
- Lillehammer 2020:  im Einsitzer (U23),  mit der Staffel, 9. Einsitzer

### Gesamtweltcup
| Saison  | Platz | Punkte |
| ------- | ----- | ------ |
| 2017/18 | 15.   | 346    |
| 2018/19 | 15.   | 325    |
| 2019/20 | 10.   | 456    |
| 2020/21 | 22.   | 148    |
| 2021/22 | 03.   | 691    |
| 2022/23 | 06.   | 600    |
| 2023/24 | 02.   | 841    |

### Weltcupsiege
Einzel
| Nr. | Datum            | Ort     | Bahn                           |
| --- | ---------------- | ------- | ------------------------------ |
| 1.  | 4. Dezember 2021 | Sotschi | Sliding Center Sanki           |
| 2.  | 8. Januar 2023   | Sigulda | Rennrodel- und Bobbahn Sigulda |
| 3.  | 11. Februar 2024 | Oberhof | Rennrodelbahn Oberhof          |
| 4.  | 3. März 2023     | Sigulda | Rennrodel- und Bobbahn Sigulda |

Staffel
| Nr. | Datum           | Ort        | Bahn                                 |
| --- | --------------- | ---------- | ------------------------------------ |
| 1.  | 13. Januar 2019 | Sigulda    | Rennrodel- und Bobbahn Sigulda       |
| 2.  | 2. Januar 2022  | Winterberg | Veltins-Eisarena                     |
| 3.  | 23. Januar 2022 | St. Moritz | Olympia Bob Run St. Moritz–Celerina  |
| 4.  | 8. Januar 2023  | Sigulda    | Rennrodel- und Bobbahn Sigulda       |
| 5.  | 15. Januar 2023 | Sigulda    | Rennrodel- und Bobbahn Sigulda       |
| 6.  | 4. Feb. 2024    | Altenberg  | Rennschlitten- und Bobbahn Altenberg |

### Juniorenweltmeisterschaften
- Lillehammer 2015:  mit der Staffel
- Winterberg 2016:  im Einsitzer
- Sigulda 2017:  im Einsitzer